# Ciliellopsis oglasae
Ciliellopsis oglasae é uma espécie de gastrópode  da família Hygromiidae.
É endémica de Itália.
Os seus habitats naturais são: florestas temperadas.
Está ameaçada por perda de habitat.